# Europabrücke (Frankfurt am Main)
Die Europabrücke ist eine Autobahnbrücke, die zwischen den Frankfurter Stadtteilen Griesheim und Schwanheim den Main überspannt. Sie steht bei Flusskilometer 30,010 und hat eine Durchfahrtshöhe von 7,75 m über HSW. Über die aus zwei Überbauten bestehende Balkenbrückenkonstruktion wird die BAB 5 auf je vier Fahrstreifen pro Fahrtrichtung geführt.
Auf beiden Mainufern ist die Europabrücke mit Anschlussstellen an die Stadt angebunden; nordmainisch die Anschlussstelle Westhafen und südmainisch die Anschlussstelle Niederrad.
Auf der Westseite der Europabrücke verbindet ein an die Brücke angesetzter Steg für Fußgänger und Fahrradfahrer Griesheim mit der Siedlung Goldstein.

## Geschichte

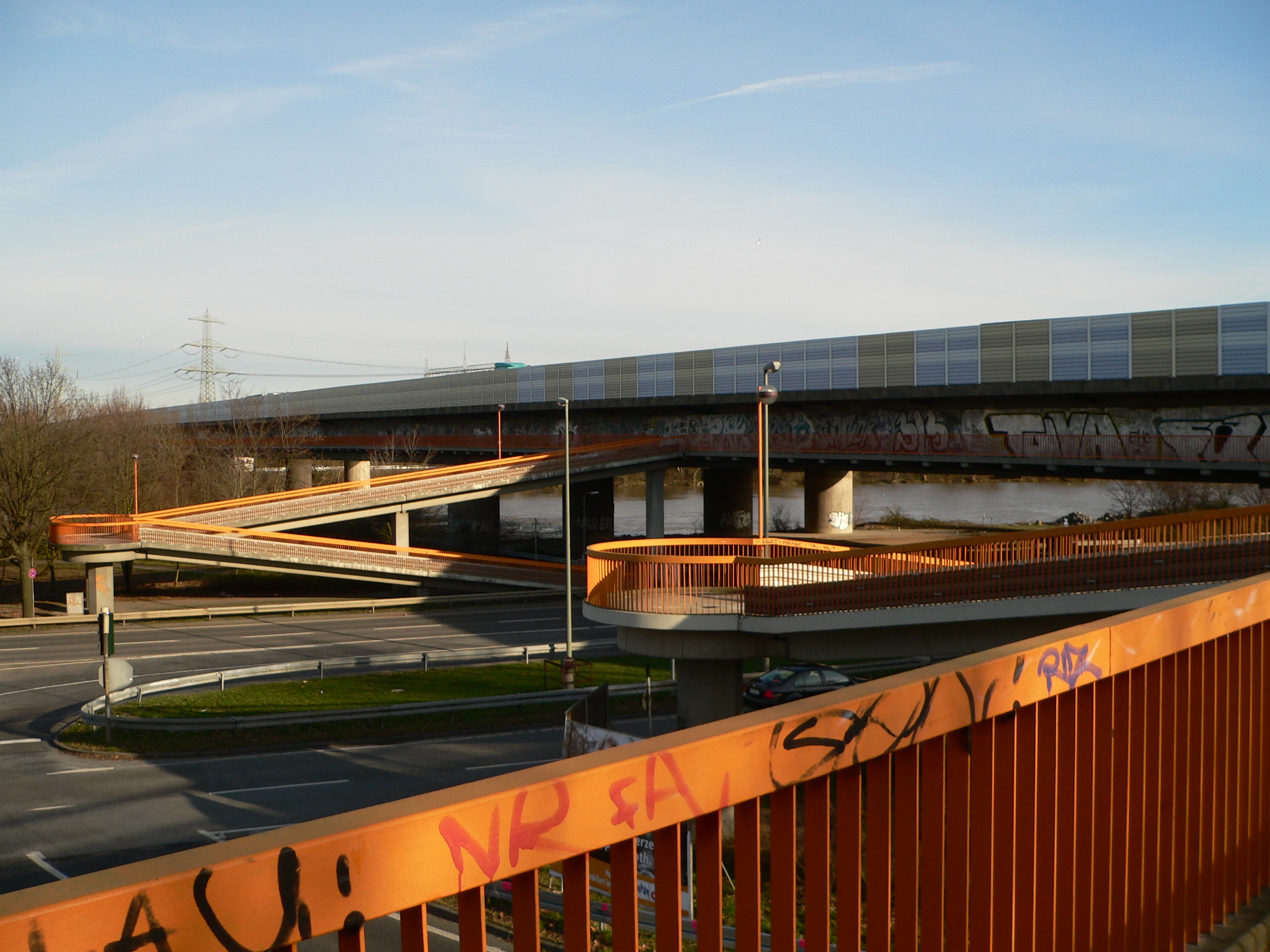
Fußgänger- und Fahrradsteg an der Westseite der Europabrücke

Erste Planungen für eine Autobahn mit einem Brückenschlag über den Main bei Griesheim reichen ins Jahr 1926 zurück, sie entstanden im Rahmen der HaFraBa. Nachdem Hitler, der den Autobahnbau ursprünglich ablehnte, die Bedeutung des HaFraBa-Projektes erkannte, trieb er den Autobahnbau voran. Bereits in den Jahren 1934/35 wurde an der Stelle der heutigen Europabrücke eine Autobahnbrücke errichtet. Dies war eine Balkenbrücke aus Stahl mit einem Trogquerschnitt für jede Richtungsfahrbahn. Die beiden Überbauten waren jeweils 9,6 m breit. Die maximale Stützweite des fünffeldrigen, 270 m langen Bauwerkes betrug im Strombereich 72 m. Die Brücke wurde in den letzten Kriegstagen gesprengt, 1945/46 wieder aufgebaut und im April 1946 eingeweiht.
In den Jahren 1974 bis 1978 wurde die Autobahnbrücke bei Griesheim durch das heutige Bauwerk ersetzt. Der erste Überbau wurde im September 1976 dem Verkehr übergeben, die Einweihung der gesamten Brücke fand im Juni 1978 statt.
Die beiden Überbauten bestehen aus zweizelligen Spannbetonhohlkästen mit einer Breite von je 23 m. Die Stützweiten betragen 87,67 m, 128,30 m und 91,25 m. Die Konstruktionshöhe liegt im mittleren Feld konstant bei 4,44 m und nimmt in den Randfeldern auf 3,80 m ab. Die Fahrbahnplatte ragt beidseitig je 3,75 m aus. Die Mittelöffnung wurde im Freivorbau errichtet, die Seitenöffnungen mit Lehrgerüsten.